# Dicranomyia (Nealexandriaria) argyrata
Dicranomyia (Nealexandriaria) argyrata is een tweevleugelige uit de familie steltmuggen (Limoniidae). De soort komt voor in het Oriëntaals gebied.